# Corcoracidae
Famille
Les Corcoracidae (ou corcoracidés) - également appelés Struthideidae - sont une famille de passereaux constituée de 2 genres et 2 espèces.

## Liste alphabétique des genres
- Corcorax Lesson, 1831
- Struthidea Gould, 1837

## Liste des espèces
D'après la classification de référence (version 5.2, 2015) du Congrès ornithologique international :
- Corcorax melanorhamphos – Corbicrave leucoptère
- Struthidea cinerea – Apôtre gris